# HK Medvjedi
HK Medvjedi su hokejski klub iz Sarajeva. Momčad je pod imenom HK Alfa osnovana 2003. godine.

## Vanjske poveznice
- Roster  Arhivirana inačica izvorne stranice od 6. srpnja 2011. (Wayback Machine)